# ラグナル・ヨハンソン
ヨハン・オロフ・ラグナル・ヨハンソン（Johan Olof Ragnar Johansson, 1920年9月28日 - 1945年5月1日） は、第二次世界大戦中のスウェーデンの軍人。冬戦争ではフィンランド軍に、独ソ戦ではナチス・ドイツ武装親衛隊にスウェーデン人義勇兵として勤務した。
独ソ戦の中期から末期の間、第11SS義勇装甲擲弾兵師団「ノルトラント」の第11SS装甲偵察大隊（SS-Panzer-Aufklärungs Abteilung 11）の一員として各地を転戦し、1945年5月1日、ベルリン市街戦の最終局面であるベルリン脱出戦で戦死した。最終階級はSS伍長（SS-Unterscharführer）。他の日本語表記として、ラーグナー・ヨハンソンがある。

## 武装親衛隊入隊までの経歴

スウェーデン王国ヴェストラ・イェータランド県

1920年9月28日、ラグナル・ヨハンソンはスウェーデン王国ヴェストラ・イェータランド県シェーブデ（Skövde）近郊のヴェーリング（Väring）に生まれた。
正確な日付は不明であるが、ヨハンソンはスウェーデンのファシズム政党である国家社会主義労働者党（NSAP、1938年末にSvensk Socialistisk Samlingと改称）の支持者となり、第二次世界大戦勃発後の1941年にスウェーデン軍に入隊、シェーブデのスカラボリ連隊（Skaraborgs regemente(P4)）に配属された。
大戦中、Svensk Socialistisk Samling（SSS）は独自の民兵組織「スヴェアボリ」（Sveaborg）を創設し、ソビエト連邦とフィンランドとの戦争（冬戦争および継続戦争）の際には所属の隊員をフィンランド軍にスウェーデン人義勇兵として派遣した。彼らスウェーデン人義勇兵（「スヴェアボリ」隊員以外の者も含む）はフィンランド軍内で1個大隊を構成して戦ったが、契約満了とともに大多数の者がスウェーデンへ帰国した。しかし、彼らの中にはその後もフィンランド軍で勤務を継続する者、もしくはナチス・ドイツ武装親衛隊に志願する者も現れた。ラグナル・ヨハンソンは前者としてフィンランド軍に残ったが、1944年に武装親衛隊に志願入隊した。

## 「ノルトラント」師団時代

### 第11SS装甲偵察大隊第3中隊
1944年4月、ヨハンソンは第11SS義勇装甲擲弾兵師団「ノルトラント」第11SS装甲偵察大隊第3中隊に配属された。当初はオートバイ伝令として勤務していたが、やがて中隊指揮官の装甲兵員輸送車の運転手となり、また、「幸せの配達人」として故郷スウェーデンからの新聞や手紙を中隊のスウェーデン人義勇兵たちに届ける役目も務めた。
ヨハンソンは非常に背の高い男であったため、中隊の他のスウェーデン人義勇兵たちからは「キリン」（Giraffen）という渾名で呼ばれていた。ただし、中隊内にもう1人ラグナル・ヨハンソン（Nils Ragnar Johansson）という名のスウェーデン人義勇兵がいたため、彼と区別するために「ラグナル・ヨハンソンⅡ」や「若い方」（Ragnar Johansson den yngre）などと呼ばれることもあった。
1944年下旬のリトアニアおよびクールラントでの戦闘の後、第11SS装甲偵察大隊が所属する「ノルトラント」師団は1945年初旬に海路でポメラニアのシュテッティンまで後退した。再編制後、同師団は最前線に投入され、4月にベルリン市内へ退却するまでの間、押し寄せるソビエト赤軍と戦った。

### 1945年 ベルリン市街戦
第三帝国総統アドルフ・ヒトラーの誕生日である4月20日から数日後、ベルリンでソビエト赤軍と市街戦を繰り広げていた第11SS装甲偵察大隊はテンペルホーフ空港およびマリーエンドルフ（Mariendorf）方面へ投入された。ヨハンソンの所属する第3中隊が現地で燃料を補給する間、ヨハンソンは戦友のスウェーデン人SS伍長エリク・ヴァリン（SS-Uscha. Erik Wallin）と再会し、中隊長ハンス＝イェスタ・ペーアソンSS大尉（SS-Hstuf. Hans-Gösta Pehrsson）のとっておきのリキュールであるダンツィヒャー・ゴルトヴァッサー（Danziger Goldwasser）で祝杯をあげた。しかし、エリク・ヴァリンにとって、これがラグナル・ヨハンソンとの最後の出会いとなった。

### 最期
ベルリン市街戦の最終局面である1945年5月1日から2日にかけての夜、第11SS装甲偵察大隊の生存者はヴァイデンダマー橋（Weidendammer Brücke）における包囲突破作戦に参加し、第3中隊長ハンス＝イェスタ・ペーアソンSS大尉の指揮下でベルリン脱出を図った。この時、ラグナル・ヨハンソンSS伍長は「ノルトラント」師団最後の装甲車輌の1輌であるSd Kfz 250/1（ペーアソンSS大尉の装甲車）の運転手を務めた。
しかし、同車はフリードリヒ通り（Friedrichstrasse）でソビエト赤軍の砲弾が直撃した。炎上する装甲車から脱出したヨハンソンはベルリン地下鉄の高架を目指して走ったが、赤軍兵の手榴弾が至近距離で爆発し、ベルリン市街の路上に斃れた。満24歳没。

## キャリア

### 党員・隊員番号
- 国家社会主義労働者党 (スウェーデン)党員番号：不明
- ナチス党員番号：無し
- 親衛隊隊員番号：無し（武装親衛隊スウェーデン人義勇兵。1944年入隊）

### 階級

#### スウェーデン軍・フィンランド軍
- 軍曹

#### 武装親衛隊
- SS上等兵（SS-Sturmmann）
- SS伍長（SS-Unterscharführer）

### 勲章

#### スウェーデン軍・フィンランド軍
不明

#### 武装親衛隊
不明

## 文献

### 英語
- Thorolf Hillblad "TWILIGHT OF THE GODS: A Swedish Waffen-SS Volunteer's experiences with the 11th SS Panzergrenadier Division Nordland, Eastern Front 1944-45" England: Helion & Company, 2004. ISBN 1-874622-16-7
- Lars Gyllenhaal, Lennart Westberg "Swedes at War: Willing Warriors of a Neutral Nation, 1914-1945" THE ABERJONA PRESS, Bedford, Pennsylvania 2010. ISBN 978-0-9777563-1-5
- Helbert Poller, Martin Månsson, Lennert Westberg "SS-Panzer-Aufklärungs-Abteilung 11 "Nordland" and the Swedish SS Platoon in the Baltic states, Pomerania and Berlin, 1943-1945 (Armoured Reconnaissance With the Waffen-SS on the Eastern Front)" Leandoer & Ekholm Förlag / Publishers, Stockholm 2010. ISBN 978-91-975895-5-0

### 日本語
- 高橋慶史 『続 ラスト・オブ・カンプフグルッペ』（大日本絵画・2005年） ISBN 4-499-22748-8